# Otliško okno
Otliško okno je kraški naravni most, ki se nahaja severno od Ajdovščine na robu Trnovske planote v bližini vasi Otlica. Vas je dobila ime po tej »votli« oziroma »otli gori«. Samo ime Otliško okno pa izhaja iz imena vasi. Skozi odprtino oziroma okno se z zgornje strani ponuja lep pogled na Vipavsko dolino in okolico. Približna višina okna je 12 m, v najširšem delu pa meri do 7 m. Skalna odprtina je nastala z erozijo in korozijo. Nedaleč od okna (nekoliko nižje) se nahaja še eno manjše okno.  
Poti do Otliškega okna je več. Najkrajša vodi iz vasi Otlica, zanimiva pa je tudi tista z izhodiščem pri izviru reke Hubelj. Na poti do Otliškega okna so kapelica, klop, vpisna skrinjica in žig, v smeri proti oknu pa še ena miza s klopjo in tabla z napisom.  
Leta 2004 je gradbenik Damjan Popelar v bližini Otliškega okna dokončno utrdil kamnito polžasto spiralo. Tako imenovani »polž«, kamnita inštalacija, je v vrtači nastal zaradi kraških pojavov, Popelar pa ga je utrdil do te mere, da lahko po njem hodimo. V bližini je tudi kamnita piramida.
Otliško okno povezujejo tudi z legendo, po kateri naj bi odprtino v skali ustvaril hudič, ko je hotel dvigniti Čaven, ki naj bi slonel na zlatih stebrih nad zlatim jezerom.